# 399 Persephone
A 399 Persephone (ideiglenes jelöléssel 1895 BP) a Naprendszer kisbolygóövében található aszteroida. Maximilian Franz Joseph Cornelius Wolf fedezte fel 1895. február 23-án.